# 万州长江二桥
万州长江二桥位于中華人民共和國重庆市万州主城区下游聚鱼沱河段，是一座跨越长江特大型城市桥梁。大桥北接枇杷坪东路和幸福路，南连江南新区的南山寺，以方便三峡工程中最大的移民城市万州的内部交通。万州长江二桥主桥于2001年12月16日开工建设，于2004年9月28日竣工通车。

## 技术参数
桥梁全长1153.86米，主桥为289米＋580米＋289米米的悬索桥，主跨580米，桥宽20.5米，设计行车道为4车道，设计行车速度60公里/小时。

## 事故
2018年10月28日，一輛公交車行駛於該橋上時與對向小客車相撞，整個車輛墜入長江，至少造成13名乘客遇難。